# Liste d'élections en 1924
Chronologie des élections
- 1920
- 1921
- 1922
- 1923
- 1924
- 1925
- 1926
- 1927
- 1928

Cette liste recense les élections organisées durant l'année 1924. Elle inclut les élections législatives et présidentielles nationales dans les États souverains, ainsi que les principaux référendums.

## Présentation
Au Royaume-Uni, le premier gouvernement ouvrier de l'histoire du pays doit démissionner, faute de soutiens suffisants à la Chambre des communes, et les conservateurs menés par Stanley Baldwin remportent confortablement les élections législatives en octobre. En France, la gauche accède au pouvoir aux élections législatives en mai, avec une coalition de centre-gauche menée par Édouard Herriot. En Allemagne, l'instabilité parlementaire de la république de Weimar produit deux élections (mai et décembre) sans résultat clair. À la fin de l'année, le pays est dirigé par une coalition de cinq partis de droite, tenus par le chancelier indépendant Hans Luther. Aux États-Unis, la droite républicaine de Calvin Coolidge conserve le pouvoir aux élections présidentielle et législatives de novembre.
Le Danemark connaît son premier gouvernement social-démocrate, à l'issue des élections législatives en avril ; les sociaux-démocrates marqueront profondément l'histoire du pays au XXe siècle.
En Italie, le gouvernement fasciste de Benito Mussolini arrivé au pouvoir en 1922 organise en avril des élections législatives avec un nouveau système électoral destiné, en complément aux violences et aux actes d'intimidation menés par les fascistes, à le maintenir au pouvoir. Après cette victoire, Mussolini fait de l'Italie un État fasciste à parti unique, marquant ainsi le début des régimes d'extrême-droite de l'entre-deux-guerres en Europe.

## Par mois

### Janvier
| Date       | Pays   | Élections    | Notes | Résultats |
| ---------- | ------ | ------------ | --- | --- |
| 12 janvier | Égypte | Législatives | 2d tour. Premières élections après l'indépendance du pays vis-à-vis du Royaume-Uni en février 1922, et l'adoption d'une Constitution démocratique. | Le parti Wafd (indépendantiste, progressiste, libéral, laïc) remporte une très large majorité des sièges à la Chambre des députés. Saad Zaghloul, chef du mouvement ayant mené à l'indépendance du pays, devient Premier ministre. Face aux pressions du Royaume-Uni qui cherche à défendre ses intérêts historiques en Égypte, il démissionne en novembre, et des élections anticipées ont lieu en mars 1925. |
| janvier    | URSS   | Législatives | Élection du Congrès des soviets. Premières élections après la proclamation de l'Union soviétique en décembre 1922.                                 | Le Congrès issu de ces élections approuve la Constitution de l'URSS et élit le Comité central exécutif de l'Union soviétique. |

### Février
| Date                               | Pays | Élections     | Notes | Résultats |
| ---------------------------------- | ---- | ------------- | --- | --- |
| 24 octobre 1922 au 25 février 1924 | Irak | Constituantes | À la suite de la révolte irakienne de 1920 contre le mandat britannique sur cet ancien territoire ottoman, le Royaume-Uni a créé le royaume d'Irak en 1921. | Les partisans d'une autonomie sous administration britannique remportent la majorité absolue des sièges à l'Assemblée constituante. |

### Mars
| Date    | Pays                   | Élections                      | Notes | Résultats |
| ------- | ---------------------- | ------------------------------ | --- | --- |
| 2 mars  | Argentine              | Législatives                   | | Congrès sans majorité. L'Union civique radicale (libérale, laïque, progressiste) du président Marcelo Torcuato de Alvear dispose d'un peu moins de la moitié des sièges, mais est divisée en factions. |
| 15 mars | République dominicaine | Législatives et présidentielle | L'instabilité et les violences dans le pays ont mené à son invasion par les États-Unis en 1916. Ces élections doivent permettre de mettre fin à cette première occupation de la République dominicaine par les États-Unis. | Le candidat allié des États-Unis, Horacio Vásquez (Alliance nationale progressiste) remporte l'élection présidentielle avec 69,8 % des voix face à Jacinto Peynado (Coalition patriotique des citoyens). L'ANP remporte également une très large majorité des sièges aux deux chambres du Congrès et à l'Assemblée constituante. Les forces militaires américaines se retirent du pays, même si les États-Unis y conservent une forte influence. |

### Avril
| Date           | Pays            | Élections    | Notes | Résultats |
| -------------- | --------------- | ------------ | --- | --- |
| 1er et 2 avril | Finlande        | Législatives | Élection anticipée, après l'arrestation de tous les députés du Parti socialiste des travailleurs (gauche radicale), accusés de communisme, et la dissolution de leur parti. | Parlement sans majorité. Le Parti social-démocrate (gauche) progresse et demeure la principale force au Parlement avec plus d'un quart des sièges, mais le refus des partis de centre-droit de coopérer avec la gauche aboutit à un gouvernement de coalition de quatre partis mené par le Parti de la coalition nationale (centre-droit libéral-conservateur et progressiste). Lauri Ingman devient Premier ministre. |
| 6 avril        | Italie          | Législatives | Le régime fasciste arrivé au pouvoir en 1922 a introduit une loi qui accorde une majorité des deux tiers des sièges au parti arrivé en tête des élections. Le gouvernement déploie des tactiques d'intimidation à l'encontre des électeurs pour remporter le scrutin.             | La Liste nationale -coalition du gouvernement sortant, composée du Parti national fasciste (extrême-droite), du Parti libéral (centre-droit conservateur, libéral en économie) et du Parti populaire (centre-droit conservateur, christianisme social)- obtient 60,1 % des voix et près de 70 % des sièges. Benito Mussolini demeure président du Conseil. En janvier 1925, il prononce un discours légitimant la violence fasciste, et abroge par la suite les vestiges de la démocratie. L'Italie devient un État à parti unique. |
| 19 avril       | Danemark        | Législatives | | Parlement sans majorité. Alternance. Le Parti social-démocrate (gauche) devient le premier parti au Folketing, avec plus d'un tiers des sièges. Thorvald Stauning devient Premier ministre, à la tête d'un gouvernement minoritaire. C'est le premier gouvernement social-démocrate de l'histoire du Danemark. En étroite coopération avec les syndicats, il crée les fondements de l'État-providence danois. C'est aussi le premier gouvernement au monde à compter une femme ministre (outre des femmes ministres dans des gouvernements révolutionnaires non reconnus en Russie et en Irlande à la fin des années 1910) : Nina Bang, ministre de l'Éducation. |
| 29 avril       | Rhodésie du Sud | Législatives | Premières élections après l'obtention d'un gouvernement responsable au sein de l'Empire britannique. Élections au suffrage censitaire, et le droit de vote est réservé aux personnes sachant écrire en anglais. De ce fait, seules quelque 24 000 personnes ont le droit de vote. | Le Parti rhodésien (centre-droit à centre-gauche, libéral) remporte une très large majorité des sièges. Charles Coghlan, nommé premier Premier ministre du pays en octobre 2023 en attente des élections, demeure Premier ministre. |

### Mai
| Date         | Pays      | Élections    | Notes | Résultats |
| ------------ | --------- | ------------ | ----- | --- |
| 4 mai        | Allemagne | Législatives |       | Parlement sans majorité. Le Parti social-démocrate (SPD, gauche réformiste) demeure le premier parti au Reichstag mais avec moins d'un quart des sièges. Wilhelm Marx (Parti du centre : centre-droit conservateur catholique) demeure chancelier, à la tête d'un gouvernement de coalition avec le Parti démocrate (centre-gauche libéral) et le Parti populaire (centre-droit conservateur, libéral en économie).                                                                                        |
| 10 mai       | Japon     | Législatives |       | Parlement sans majorité. Alternance. Le Kenseikai (relativement progressiste), devenu le premier parti à la Chambre des représentants, forme un gouvernement de coalition avec le Rikken Seiyūkai (droite conservatrice et étatiste) et le Club kakushin (démocrate, progressiste). Kato Takaaki (Kenseikai) devient Premier ministre. |
| 11 et 25 mai | France    | Législatives |       | Parlement sans majorité. Alternance. Le cartel des gauches arrive en tête et remporte près de la moitié des sièges. Édouard Herriot (Parti radical) devient président du Conseil à la tête d'un gouvernement de coalition composé du Parti radical (centre-gauche social-libéral et laïc), du Parti républicain-socialiste (socialiste-réformiste) et des Radicaux indépendants (centristes), avec le soutien sans participation de la Section française de l'Internationale ouvrière (gauche socialiste). |

### Juin
| Date    | Pays           | Élections    | Notes | Résultats |
| ------- | -------------- | ------------ | --- | --- |
| 19 juin | Afrique du Sud | Législatives | L'Afrique du Sud à cette date est un dominion de l'Empire britannique, de facto indépendant. Le droit de vote diffère selon les provinces : suffrage masculin censitaire ou non. Dans la province du Cap, certains noirs ont le droit de vote, tandis que dans les provinces afrikaners de l'est du pays, seuls les blancs peuvent voter. | Alternance. Parlement sans majorité. Malgré de bons résultats en nombre de voix, le Parti sud-africain (libéral-conservateur, loyaliste) du Premier ministre Jan Smuts recule nettement en nombre de sièges et perd le pouvoir. Le Parti national (droite ethno-nationaliste afrikaner, conservatrice et républicaine) devient le premier parti à la Chambre d'Assemblée, et forme un gouvernement de coalition avec le Parti travailliste (parti ouvrier blanc, socialiste). James B. Hertzog (Parti national) devient Premier ministre. |

### Juillet
| Date      | Pays    | Élections      | Notes | Résultats |
| --------- | ------- | -------------- | --- | --- |
| 6 juillet | Mexique | Présidentielle | Le Mexique à cette date est un État autoritaire où se succèdent au pouvoir les généraux ayant pris part à la Révolution mexicaine des années 1910. | Le Parti travailliste (centre-gauche, parti syndical) conserve la présidence de la République avec la victoire du général Plutarco Elías Calles (84,1 %) face au général Ángel Flores (conservateur, 15,9 %) et à Nicolás Zúñiga y Miranda (indépendant, 0,0 %). |

### Août
| Date   | Pays     | Élections      | Notes | Résultats |
| ------ | -------- | -------------- | ----- | --- |
| août ? | Équateur | Présidentielle |       | Le Parti libéral conserve la présidence de la République avec la victoire de Gonzalo Córdova, qui obtient 93,2 % des voix. Il est renversé par la révolution de juillet 1935 (es). |

### Septembre
| Date               | Pays     | Élections                      | Notes                                                                              | Résultats |
| ------------------ | -------- | ------------------------------ | ---------------------------------------------------------------------------------- | --- |
| 2 septembre        | Panama   | Législatives et présidentielle | Les élections sont entachées par des actes d'intimidation et de bourrages d'urnes. | Rodolfo Chiari, candidat de la faction dominante du Parti libéral et soutenu également par le Parti conservateur, est déclaré élu président avec 85,8 % des voix, et sa coalition domine également les élections législatives. |
| 19 au 21 septembre | Suède    | Législatives                   |                                                                                    | Parlement sans majorité. Alternance. Le Parti social-démocrate (centre-gauche) obtient un peu moins de la moitié des sièges, et forme un gouvernement minoritaire mené par Hjalmar Branting.                                   |
| 23 septembre       | Danemark | Législatives (chambre haute)   | Le Landsting est élu au suffrage universel direct.                                 | Chambre sans majorité. Le Parti social-démocrate (gauche), arrivé au pouvoir aux élections de la chambre basse en avril, progresse et obtient un tiers des sièges.                                                             |

### Octobre
| Date       | Pays        | Élections      | Notes | Résultats |
| ---------- | ----------- | -------------- | --- | --- |
| 5 octobre  | Nicaragua   | Présidentielle | | Carlos José Solórzano, le candidat de factions dissidentes à la fois du Parti conservateur (dont il est issu) et du Parti libéral, est élu avec 57,2 % des voix face aux candidats conservateur et libéral. En janvier 1925, le candidat conservateur battu, Emiliano Chamorro Vargas, prend le pouvoir par un coup d'État, qui entraîne la guerre civile dite constitutionnaliste (en).      |
| 21 octobre | Norvège     | Législatives   | | Parlement sans majorité. L'alliance du Parti conservateur (centre-droit chrétien-démocrate) et du Parti libéral de gauche (centre-droit conservateur, libéral en économie) termine en tête avec un peu plus d'un tiers des sièges. Johan Ludwig Mowinckel (Venstre : centre-gauche social-libéral) demeure néanmoins Premier ministre, à la tête d'un gouvernement minoritaire.               |
| 29 octobre | Royaume-Uni | Législatives   | Élections anticipées, le gouvernement minoritaire travailliste ayant perdu la confiance de la Chambre des communes. | Alternance. Le Parti conservateur (centre-droit) remporte la majorité absolue des sièges. Stanley Baldwin devient Premier ministre. |
| octobre    | Mongolie    | Législatives   | Premières élections de l'histoire du pays, elles font suite à la Révolution mongole de 1921. Les communistes qui ont pris le pouvoir autorisent le Bogdo Khan à demeurer sur le trône, mais sa mort en avril 1924 entraîne la tenue d'élections visant à instaurer une république populaire. | Le Parti populaire (marxiste-léniniste) remporte une majorité absolue des sièges, bien que des membres de l'aristocratie et des lamas soient également élus au Grand Khoural (parlement). Balingiin Tserendorj (Parti populaire) devient Premier ministre, tandis que Peljidiyn Genden est élu chef de l'État. Les députés adoptent la Constitution qui crée la République populaire mongole. |

### Novembre
| Date         | Pays       | Élections                      | Notes | Résultats |
| ------------ | ---------- | ------------------------------ | ----- | --- |
| 1er novembre | Cuba       | Législatives et présidentielle |       | Soutenu par le président sortant Alfredo Zayas, Gerardo Machado (Parti libéral : centre-droit) est élu président avec 60,0 % des voix face à Mario García (Parti conservateur). Le Parti libéral remporte également une courte majorité absolue des sièges aux deux chambres du Congrès.                                                                      |
| 4 novembre   | États-Unis | Législatives et présidentielle |       | Le Parti républicain (conservateur, protectionniste) accroît sa majorité absolue des sièges aux deux chambres du Congrès, tandis que le président sortant Calvin Coolidge (républicain) remporte l'élection présidentielle avec 54,0 % des suffrages populaires et 71,9 % des suffrages des grands électeurs, face principalement au démocrate John W. Davis. |

### Décembre
| Date              | Pays      | Élections                      | Notes | Résultats |
| ----------------- | --------- | ------------------------------ | --- | --- |
| 7 décembre        | Allemagne | Législatives                   | | Parlement sans majorité. Le Parti social-démocrate (SPD, gauche réformiste) accroît sa majorité relative des sièges. Le chancelier sortant Wilhelm Marx (Parti du centre) ne parvient pas à former de gouvernement, et le président de la République, Friedrich Ebert, nomme l'indépendant Hans Luther au poste de chancelier. Celui-ci mène un gouvernement de coalition de cinq partis de droite, allant du centre-droit (Parti du centre) à la droite radicale conservatrice et antisémite (Parti populaire national). |
| 28 au 30 décembre | Honduras  | Législatives et présidentielle | Les élections de 1923, au résultat incertain, ont conduit à une guerre civile (en), interrompue par une médiation des États-Unis et la tenue de ce scrutin anticipé. | Le Parti national (chrétien conservateur) remporte tous les sièges sauf un au Congrès, et son candidat Miguel Paz Barahona est élu président de la République avec 91,8 % des voix. |